# Spominski kamen proti vojni in fašizmu
Spominski kamen proti vojni in fašizmu v Braunau am Inn leži pred rojstno hišo Adolfa Hitlerja (»Salzburger Vorstadt 15«). Razkrit je bil leta 1989.

## Zgodovina
Rojstna hiša Hitlerja, ki je bila leta 1953 vrnjena bivšim lastnikom in takoj bila vzeta v najem od republike Avstrije, je bila do leta 1965 sedež mestne knjižnice in v poslednjem času sedež neke banke. Kasneje (1970-1976) so v stavbi namestili nekaj razredov HTL (Višja tehnična šola). Po novogradnji HTL je »Lebenshilfe« domovala v hiši Salzburger Vorstadt 15 in vodila dnevno varstvo in delavnice za prizadete ljudi.
Predlogi, da bi rojstno hišo označili kot kraj pomnjenja segajo še v prva povojna leta. Občinski svet je dolgo diskutiral o tem, da bi na hišo pritrdili spominsko tablico. Pod varstvom župana Hermanna Fuchsa in pod izrecno intervencijo kulturnega referenta Wofganga Simböcka, je bil sprejet sklep. Spominske tablice vendar ni bilo mogoče pritrditi, ker je lastnica stavbe videla v tem sklepu poseg v njene pravice do lastnine. Pred sodiščem je uspešno zastopala strah pred napadi.
Spet so minila leta. Leta 1989 je iniciativo prevzel župan Gerhard Skiba. V začeteku aprila 1989 - dva tedna po 100. rojstnem dnevu Hitlerja - so pred Hitlerjevo rojstno hišo postavili spominski kamen. Kamen, ki je iz bivšega koncentracijskega taborišča Mauthausenm nosi napis:
Für Frieden,            Za svobodo
und Demokratie,         in demokracijo
Nie wieder Faschismus,  Nikoli več fašizma
Millionen Tote mahnen,  svarijo milijoni mrtvih 